# صان مصر
صان مصر «مصر للصيانة» أو (بالإنجليزية: EMC - Egyptian Maintenance Co)‏ هي إحدى شركات قطاع البترول المصري, المتخصصة في إمداد قطاع البترول والغاز والبتروكيماويات وصناعات توليد الطاقة والبنية التحتية بالحلول الهندسية.

## نشاط الشركة
تعمل الشركة في مجال الحلول الهندسية والإنشاءات والخدمات الفنية في مجالات التفتيش والهندسة والصيانة. وإعداد الدراسات الفنية ونظم إدارة الصيانة للصناعات البتروكيماوية. وصيانة الطرق والجسور والسكك الحديدية والمطارات والمباني وتوفير خدمات إدارة المرافق.

## المساهمين
يساهم في رأسمال الشركة كل من:-
- أيبل النرويجية: 50%
- الهيئة المصرية العامة للبترول : 10%
- أنابيب البترول: 10%
- بتروجاس : 10%
- السويس لتصنيع البترول : 5%
- النصر للبترول : 5%
- مصر للبترول : 5%
- التعاون للبترول : 5%.[2]

## رؤساء الشركة
- أشرف بهاء[3]
- محمد شيمي
- وجيه الجيشي.[4]
- صلاح إسماعيل.[5]
- محمد عبد الحافظ
- محمد شيمي
- محمد عاطف
- صادق حفظي
- هاني ضاحي
- محمد رشدي
- ممدوح محجوب